# Cymatia bonsdorffii
Cymatia bonsdorffii är en insektsart som först beskrevs av C. R. Sahlberg 1819.  Cymatia bonsdorffii ingår i släktet Cymatia, och familjen buksimmare. Arten är reproducerande i Sverige.